# خوزه لوئیس مولینووو
خوزه لوئیس مولینووو (انگلیسی: José Luis Molinuevo; ۲۲ ژانویهٔ ۱۹۱۷ – ۲۴ دسامبر ۲۰۰۲) بازیکن فوتبال اهل اسپانیا بود.
از باشگاه‌هایی که در آن بازی کرده‌است می‌توان به باشگاه فوتبال اتلتیک بیلبائو و باشگاه ورزشی مون‌پلیه اشاره کرد.